# Due sorelle amano
Pour plus de détails, voir Fiche technique et Distribution.
Due sorelle amano est un film italien réalisé par Jacopo Comin, sorti en 1950. Il s'agit de la version italienne de Orage d'été réalisé par Jean Gehret en 1949.

## Fiche technique
- Titre : Due sorelle amano
- Réalisation : Jacopo Comin
- Scénario : Jacopo Comin, Louis Chavance et Michel Davet
- Photographie : Giorgio Orsini
- Montage : Otello Colangeli
- Musique : Marcel Delannoy
- Pays d'origine : Italie
- Format : Noir et blanc - 1,37:1 - Mono
- Genre : drame
- Durée : 95 minutes
- Date de sortie : 1950

## Distribution
- Jone Salinas : Maria Pia
- Eleonora Rossi Drago : Marilù, la sœur de Maria Pia
- Maria Grazia Francia : l'autre sœur
- Peter Trent : Tom
- Gaby Morlay : la mère
- Carlo Tamberlani : le père
- Marina Vlady